# Riding Fight
Riding Fight (ライディングファイト?, Raidingu Faito) è un beat 'em up a scorrimento frontale per arcade, sviluppato e pubblicato dalla Taito nel 1992.
Una versione per il Super Nintendo (insieme a Ring Rage, sempre della Taito) è stata annunciata ma fu cancellata per motivi sconosciuti.
È stato emulato per la prima volta nel 2022 sul Taito Egret II Mini, un cabinato miniaturizzato dedicato al retrogaming contenente circa settanta preinstallati classici della compagnia.

## Modalità di gioco
Riding Fight mette nei panni di due cacciatori di taglie, Burn Bowie e Keith Jager (affidati rispettivamente al primo e al secondo giocatore), impegnati ad affrontare cinque livelli al fine di distruggere un'organizzazione criminale chiamata Death Serpent.
I due sono alla guida di un hoverboard e, lungo il tragitto, devono lottare corpo a corpo contro criminali sullo stesso mezzo e veicoli futuristici. Essi possono essere attaccati anche con armi di vario tipo che i nemici rilasciano, o che si ottengono rompendo gli oggetti presenti sul percorso; dopo un certo numero di utilizzo un'arma viene buttata via. Entrambi i protagonisti dispongono di una barra della vita indicante la propria salute, la quale viene ripristinata raccogliendo dei panini. Un'altra barra per l'attacco speciale eseguito con un pulsante specifico, viene riempita continuando ad usare pugni e calci. Dall'inizio fino a quasi piena, i personaggi eseguono un calcio unico con diversi livelli di potenza, quando è completamente piena, una gigantesca palla elettrica viene sparata dal personaggio principale che cancella tutto sul suo cammino o infligge danni enormi ad un boss.